# Петровская (Шенкурский район)
Петровская — деревня в Шенкурском районе Архангельской области. Входит в состав Муниципального образования «Никольское».

## География
Деревня расположена в 14 км на юго-запад от Шенкурска, на левом берегу реки Вага, при впадении в неё притока Шелаша. Ближайшими населёнными пунктами являются: на юге — деревня Романовская, на севере — деревня Глубышевская.
Часовой пояс
Петровская, как и вся Архангельская область, находится в часовой зоне МСК (московское время). Смещение применяемого времени относительно UTC составляет +3:00.

## Население
| 2002 | 2010 | 2012 |
| ---- | ---- | ---- |
| 183  | ↘152 | ↗163 |

## Инфраструктура
Через деревню проходит федеральная автомобильная дорога М8.

## История
В двух километрах выше по реке Шелаша действовал пушечно-литейный завод, основанный в 1644 году Андреем Денисовичем Виниусом.
Указана в «Списке населённых мест по сведениям 1859 года» в составе Шенкурского уезда (1-го стана) Архангельской губернии под номером «1967» как «Петровская (Шалаша)». Насчитывала 10 дворов, 70 жителей мужского пола и 64 женского.
В «Списке населенных мест Архангельской губернии к 1905 году» деревня Петровская (Шелаша) насчитывает 28 дворов, 122 мужчины и 125 женщин.  В административном отношении деревня входила в состав Шелашского сельского общества Устьпаденгской волости. Также указано, что в деревне находится церковь и школа..
1 января 1912 года из Устьпаденгской волости выделяется Шелашская волость и деревня Шелаша Большая (Петровская) оказывается в составе Шелашского сельского общества новой волости. На 1 мая 1922 года в поселении 55 дворов, 103 мужчины и 151 женщина.

## Русская православная церковь
Церковь Петра и Павла Объект культурного наследия № 2900560000  — Кирпичная церковь, построенная в 1865—1870 гг. на средства крестьян Шелашского сельского общества на месте Петропавловской часовни. Представляет собой четверик под купольным сводом с главкой. В 1894 году пристроены трапезная с Успенским и Александро-Невским приделами и колокольня под каркасным шатром. В советское время использовалась в качестве склада, а в настоящий момент отремонтирована и передана верующим. 

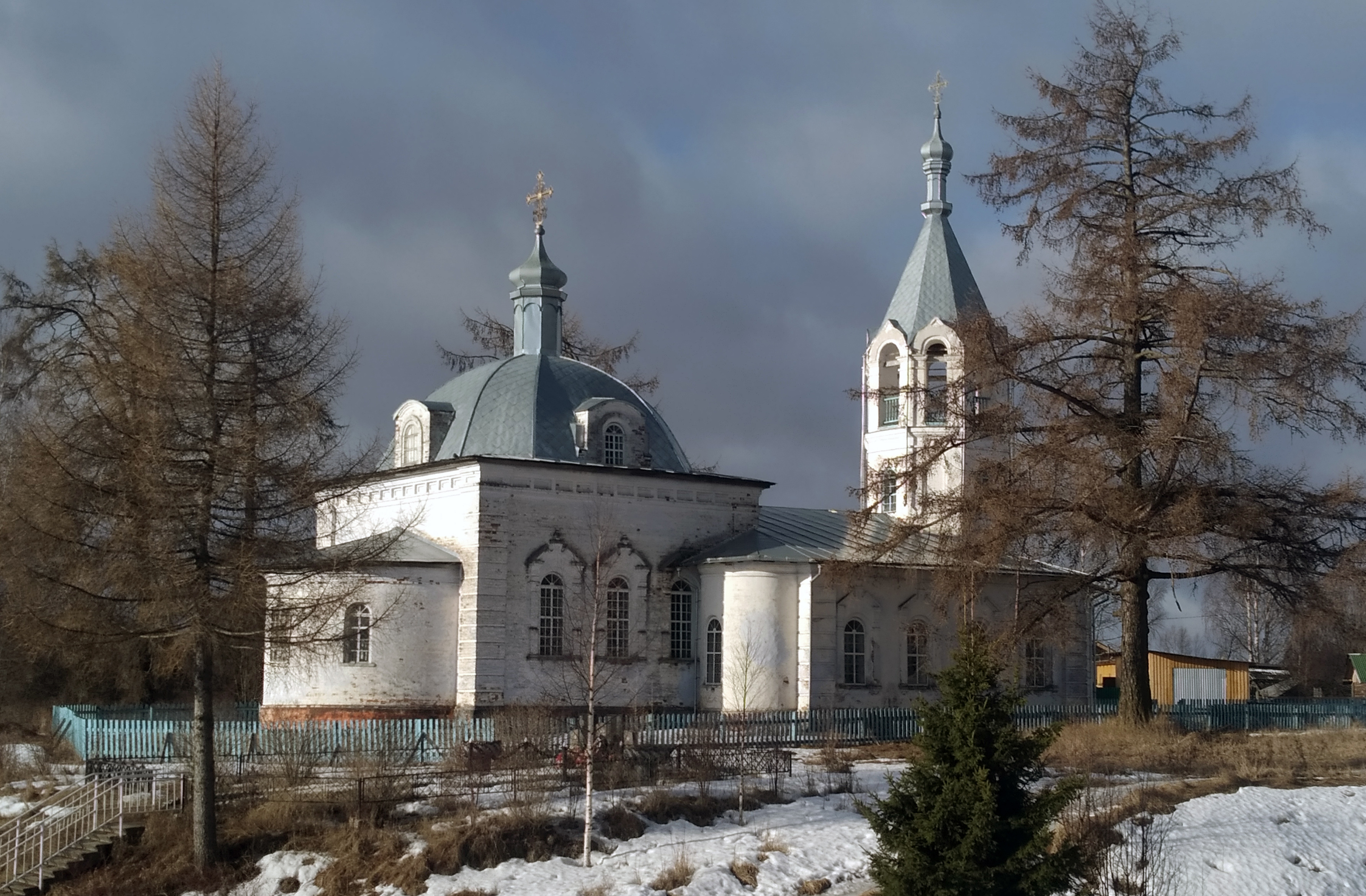
Церковь Петра и Павла в 2020 году
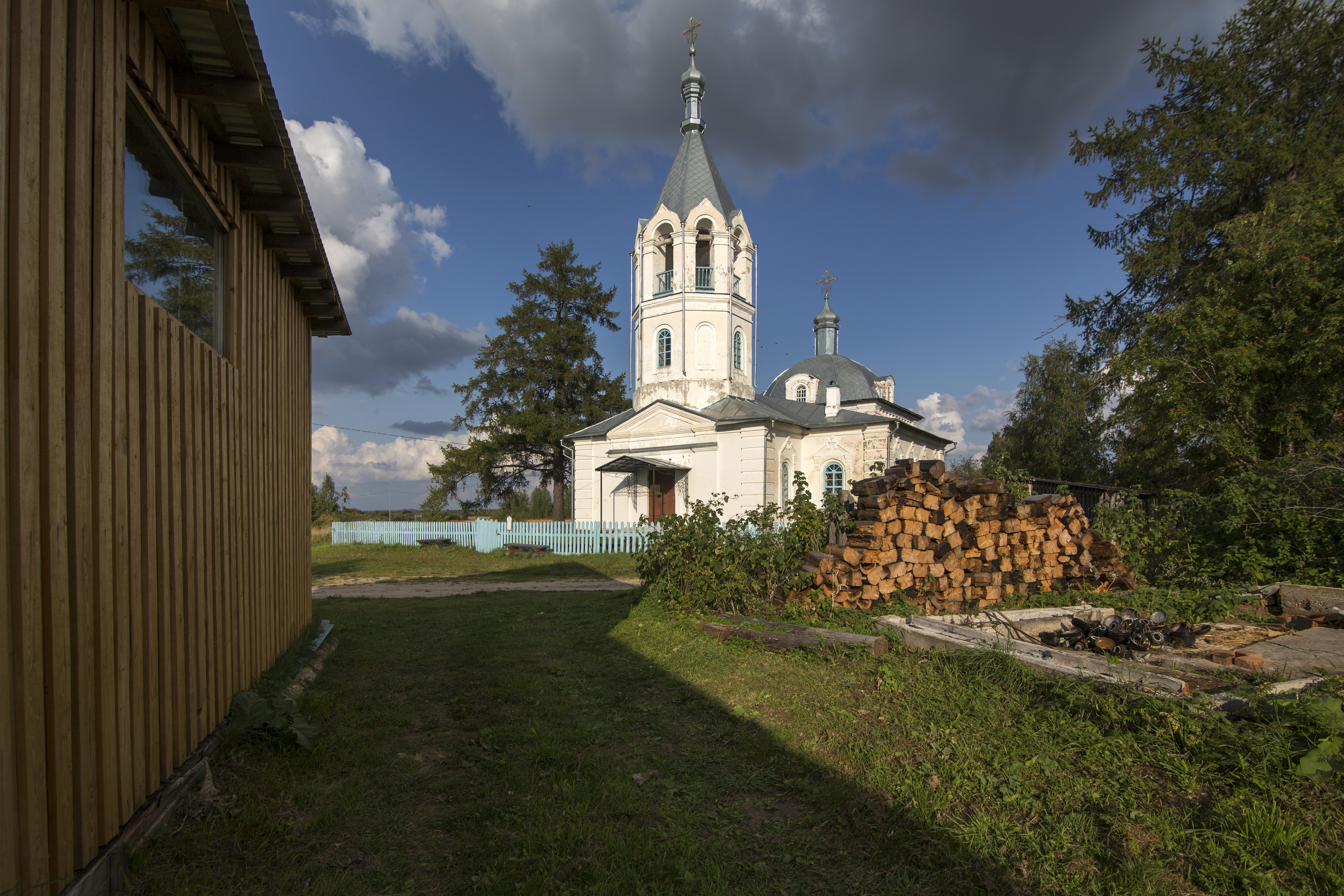
Вид на церковь в 2013 году